# Marius Johnsen
Marius Johnsen (Kristiansand, 28 agosto 1981) è un ex calciatore norvegese, che giocava come difensore.

## Carriera

### Club
Johnsen cominciò la carriera con il Vigør e passò successivamente allo Start. Poté così debuttare nella Tippeligaen in data 16 maggio 2002, nella partita contro il Rosenborg, quando entrò in campo in sostituzione di Fredrik Strømstad nei minuti finali dell'incontro, conclusosi con una sconfitta per quattro a due. Lo Start, al termine della stagione, retrocesse e per Johnsen ci fu maggiore spazio in squadra: il 21 aprile 2003 segnò infatti la prima rete in campionato della sua carriera, ai danni del Sandefjord nella vittoria per quattro a due della sua squadra. A questa rete, ne seguirono altre nove, che non bastarono però per far raggiungere la promozione allo Start.
Anche nel 2004, così, Johnsen affrontò l'Adeccoligaen. Fu impiegato in tutte le trenta partite di campionato, sempre da titolare e venendo sostituito soltanto in una circostanza. Mantenne la sua alta media reti, siglando otto marcature. Contemporaneamente ai suoi successi personali, arrivarono anche quelli dello Start, che vinse il campionato e fu promosso. Johnsen affrontò così da titolare la Tippeligaen 2005, segnando il primo gol nella massima divisione norvegese alla quarta giornata: realizzò addirittura una doppietta nel cinque a due rifilato al Viking. Fu protagonista della stagione positiva disputata dallo Start, che da squadra neopromossa arrivò al secondo posto finale in classifica, soltanto un punto alle spalle del Vålerenga. Così, Johnsen poté esordire anche nelle competizioni europee per club, giocando infatti il 13 luglio 2006 nel primo turno preliminare contro lo Skála, segnando la rete che sancì l'uno a zero finale. Nella stessa competizione, segnò anche contro l'Ajax, sebbene la marcatura risultò inutile ai fini del passaggio del turno, che vide il successo dei lancieri.
Dopo aver raggiunto con lo Start una tranquilla posizione di metà classifica nella Tippeligaen 2006, passò in prestito ai tedeschi del Colonia, militante nella 2. Fußball-Bundesliga. Debuttò nella sfida contro il Wacker Burghausen in data 26 gennaio 2007. In totale, collezionò dodici apparizioni in Germania, senza mai andare in rete.
Terminato il periodo in prestito, tornò in Norvegia e firmò un contratto dalla durata quinquennale che lo legò al Lillestrøm. Giocò la prima gara per la nuova squadra il 1º luglio 2007, nella vittoria per due a zero in casa del Sandefjord. Il 1º giugno 2009, segnò la prima rete per il Lillestrøm, ai danni del Lyn, in una partita che terminò con un pareggio per uno a uno. Complessivamente comunque, da quando tornò in Norvegia, fu tormentato dagli infortuni che gli impedirono di giocare con regolarità. Spesso fu annunciato il suo ritorno definitivo in campo, che poi fu però sempre rimandato. Il 25 agosto 2010 fu resto noto che avrebbe avuto bisogno di un'operazione al ginocchio e che sarebbe rimasto fuori dai campi da gioco per un periodo minimo di un anno, fino ad un massimo di un anno e mezzo.

### Nazionale
Marius Johnsen collezionò cinque presenze con la Norvegia under 21, la prima delle quali il 6 settembre 2002, nella partita contro la Danimarca under 21. Giocò anche sette gare con la selezione maggiore, esordendo nella sfida tra Norvegia e Costa Rica del 26 maggio 2005, quando subentrò a Jon Inge Høiland.

## Statistiche

### Cronologia presenze e reti in Nazionale
| Cronologia completa delle presenze e delle reti in nazionale ― Norvegia | Cronologia completa delle presenze e delle reti in nazionale ― Norvegia | Cronologia completa delle presenze e delle reti in nazionale ― Norvegia | Cronologia completa delle presenze e delle reti in nazionale ― Norvegia | Cronologia completa delle presenze e delle reti in nazionale ― Norvegia | Cronologia completa delle presenze e delle reti in nazionale ― Norvegia | Cronologia completa delle presenze e delle reti in nazionale ― Norvegia | Cronologia completa delle presenze e delle reti in nazionale ― Norvegia |
| Data                                                                    | Città                                                                   | In casa                                                                 | Risultato                                                               | Ospiti                                                                  | Competizione                                                            | Reti                                                                    | Note                                                                    |
| ----------------------------------------------------------------------- | ----------------------------------------------------------------------- | ----------------------------------------------------------------------- | ----------------------------------------------------------------------- | ----------------------------------------------------------------------- | ----------------------------------------------------------------------- | ----------------------------------------------------------------------- | ----------------------------------------------------------------------- |
| 24-5-2005                                                               | Oslo                                                                    | Norvegia                                                                | 1 – 0                                                                   | Costa Rica                                                              | Amichevole                                                              | -                                                                       | 46’                                                                     |
| 8-6-2005                                                                | Stoccolma                                                               | Svezia                                                                  | 2 – 3                                                                   | Norvegia                                                                | Amichevole                                                              | -                                                                       | 46’                                                                     |
| 8-10-2005                                                               | Oslo                                                                    | Norvegia                                                                | 1 – 0                                                                   | Moldavia                                                                | Qual. Mondiali 2006                                                     | -                                                                       | 63’                                                                     |
| 16-11-2005                                                              | Praga                                                                   | Rep. Ceca                                                               | 1 – 0                                                                   | Norvegia                                                                | Qual. Mondiali 2006                                                     | -                                                                       | 90’                                                                     |
| 2-9-2006                                                                | Budapest                                                                | Ungheria                                                                | 1 – 4                                                                   | Norvegia                                                                | Qual. Euro 2008                                                         | -                                                                       | 84’                                                                     |
| 6-9-2006                                                                | Oslo                                                                    | Norvegia                                                                | 2 – 0                                                                   | Moldavia                                                                | Qual. Euro 2008                                                         | -                                                                       | 65’                                                                     |
| 7-2-2007                                                                | Fiume                                                                   | Croazia                                                                 | 2 – 1                                                                   | Norvegia                                                                | Amichevole                                                              | -                                                                       | 26’ 46’                                                                 |
| Totale                                                                  |                                                                         | Presenze                                                                | 7                                                                       |                                                                         | Reti                                                                    | 0                                                                       |                                                                         |